# Amazonotheca
Amazonotheca är ett släkte av svampar. Amazonotheca ingår i familjen Schizothyriaceae, ordningen Capnodiales, klassen Dothideomycetes, divisionen sporsäcksvampar och riket svampar.
|              | Schizothyrium                            |
|              |                                          |
|              | Linopeltis                               |
|              |                                          |
|              | Neopeltella                              |
|              |                                          |
| Amazonotheca | \| \| Amazonotheca santiriae \| \| \| \| |
|              | \| \| Amazonotheca santiriae \| \| \| \| |
|              | Metathyriella                            |
|              |                                          |
|              | Kerniomyces                              |
|              |                                          |
|              | Hexagonella                              |
|              |                                          |
|              | Henningsiella                            |
|              |                                          |
|              | Mendogia                                 |
|              |                                          |
|              | Lecideopsella                            |
|              |                                          |
|              | Microthyriella                           |
|              |                                          |
|              | Chaetoplaca                              |
|              |                                          |
|              | Orthobellus                              |
|              |                                          |
|              | Myriangiella                             |
|              |                                          |
|              | Microsticta                              |
|              |                                          |
|              | Plochmopeltis                            |
|              |                                          |
|              | Mycerema                                 |
|              |                                          |
|              | Amazonotheca santiriae                   |
|              |                                          |

|  | Amazonotheca santiriae |
|  |                        |